# Honório Serpa
Honório Serpa este un oraș în Paraná (PR), Brazilia.